# Подгорная (Кемеровская область)
Подго́рная — деревня в Новокузнецком районе Кемеровской области. Входит в состав Сосновского сельского поселения.

## География
Центральная часть населённого пункта расположена на высоте 265 метров над уровнем моря.

## Население
По данным Всероссийской переписи населения 2010 года, в деревне Подгорная проживает 1 мужчина.